# Pseudolaguvia shawi
Pseudolaguvia shawi es una especie de peces de la familia Erethistidae en el orden de los Siluriformes.

## Morfología
• Los machos pueden llegar alcanzar los 3 cm de longitud total.

## Hábitat
Es un pez de agua dulce y de clima tropical.

## Distribución geográfica
Se encuentran en Asia: la India ( Darjeeling, Siliguri Terai y Sikkim).